# Скопас
Скопас (греч. Σκόπας, Skopas; ок. 395 до н. э., Парос — 350 до н. э.) — древнегреческий скульптор и архитектор эпохи поздней классики, представитель неоаттической школы. Один из первых мастеров греческой классики, отдавший предпочтение мрамору, практически отказавшись от применения бронзы, излюбленного материала предшествующих мастеров, в частности Мирона и Поликлета.
Скопас родился на острове Парос около 395 года до н. э. Работал в таких греческих и малоазийских городах, как Тегея, Галикарнас и др. Сотрудничал с Праксителем. Участвовал в сооружении храма Афины Алеи в Тегее (350—340 до н. э.) и мавзолея в Галикарнасе (середина IV в. до н. э.), выступая и как архитектор, и как ваятель.
Среди дошедших до нас произведений Скопаса самым значительным считается фриз мавзолея Мавсола в Галикарнасе с изображением амазономахии (создан совместно с Бриаксисом, Леохаром и Тимофеем; фрагменты — в Британском музее). Многие работы Скопаса известны по римским копиям («Потос», «Молодой Геракл», «Мелеагр», «Менада»). Отказавшись от традиционного для греческой классики стиля, основанного на идее гармонии и спокойствия, Скопас ввёл в изобразительное искусство тему душевных переживаний, борьбы, страстей. Для этого он использовал динамическую композицию и новаторские выразительные приемы лепки портретов (глубоко посаженные глаза, морщины и т. п.).
В честь Скопаса назван кратер на Меркурии. 